# Oman i olympiska sommarspelen 1996
Oman deltog i de olympiska sommarspelen 1996 med en trupp bestående av fyra deltagare, men ingen av landets deltagare erövrade någon medalj.

## Cykling
Herrarnas linjelopp
- Youssef Khanfar Al-Shakali
  - Final: DNF

## Friidrott
Herrarnas 200 meter
- Mohamed Al-Houti
  - Heat: 21,10 (gick inte vidare)